# Beyblade Burst
Beyblade Burst (ベイブレードバースト, Beiburēdo Bāsuto) é uma série de mangá criada por Hiro Morita, com base na franquia Beyblade da Takara Tomy. Sendo a terceira encarnação da franquia e sucedendo a série Metal Fight. A linha de brinquedos de Beyblade Burst foi lançada em 15 de julho de 2015, enquanto o mangá original foi serializado no mês seguinte na CoroCoro Comic, revista de mangá infantil da editora Shogakukan. Atualmente conta com vinte volumes compilados em tankōbon. A filial da Shogakukan no sudeste asiático começou a publicá-lo em inglês em abril de 2017.
Uma adaptação para anime pela OLM foi ao ar em todas as emissoras da TXN no Japão em 4 de abril de 2016. A ADK Emotions NY, Inc. licenciou o anime e a Hasbro licenciou a linha de brinquedos na língua inglesa; marcando a primeira vez na franquia em que uma adaptação em inglês não foi produzida pela Nelvana. As duas primeiras temporadas foram dubladas pela Ocean Productions e seu estúdio irmão, Blue Water. Desde a terceira temporada; a série passou a ser gravada pela Bang Zoom! Entertainment. No Brasil, o anime é licenciado pela Angelotti Licensing e a dublagem ficou a cargo do estúdio Dubbing Company, de Campinas.

## Merchandising
Hasbro e Sunrights estão lançando a linha de brinquedos fora do Japão. A Toys R Us começou a distribuir os brinquedos no Canadá em setembro de 2016 e a Hasbro começou a distribuir os brinquedos nos Estados Unidos em janeiro de 2017. No Brasil, são distribuídos pela filial Hasbro do Brasil. Durante o mês de agosto de 2020, brindes de Beyblade Burst estiveram disponíveis no McLanche Feliz em unidades brasileiras do McDonald's.